# Lista primarilor Sucevei

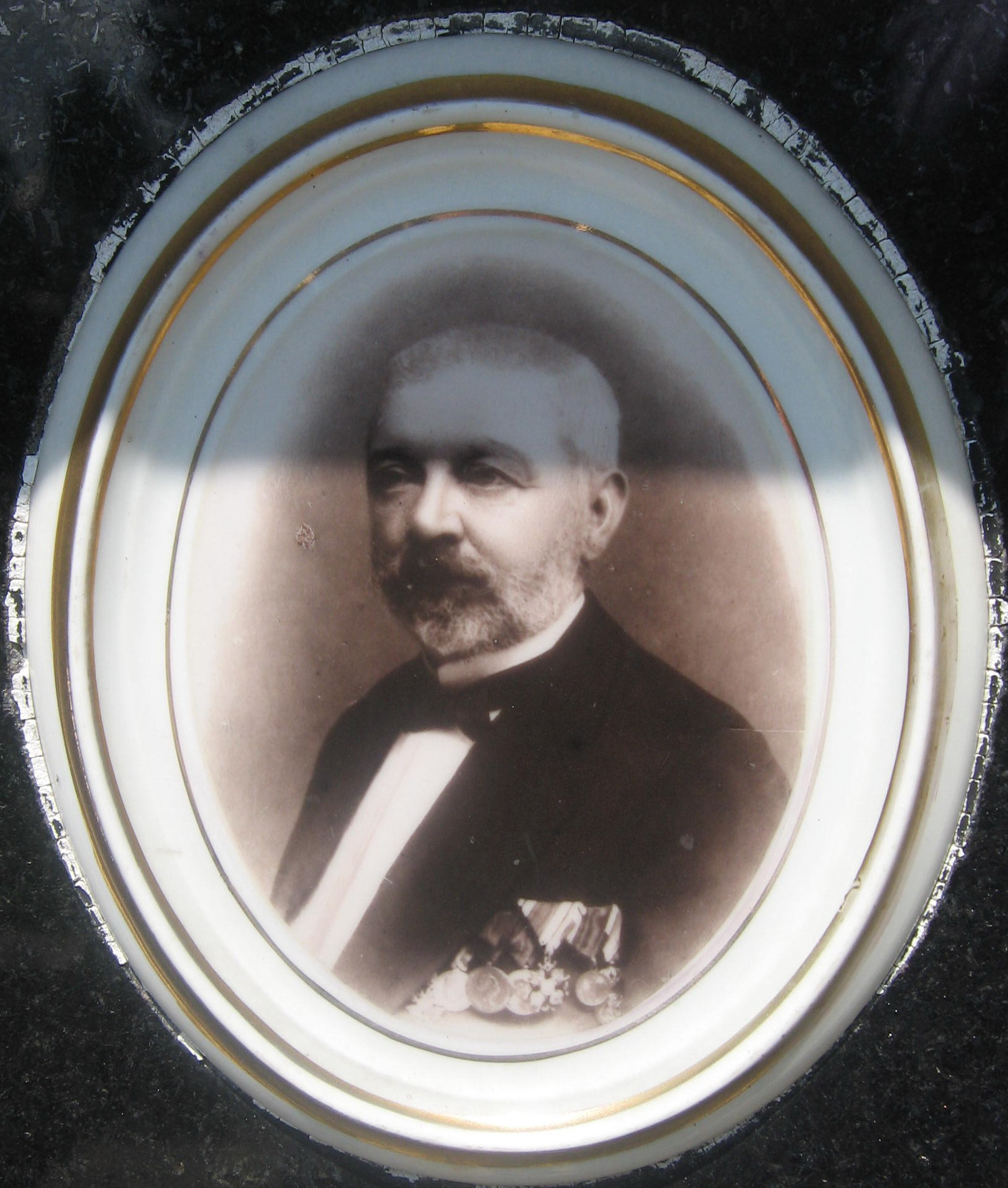
Franz Des Loges, primar al Sucevei între 1891–1914, unul dintre cei mai performanți administratori publici ai orașului până în prezent

Aceasta este lista cronologică cu primarii municipiului Suceava, începând cu anul 1856:

## Perioada austro-ungară
| Nr.  | Nume                        | Durata mandatului | Durata mandatului |
| ---- | --------------------------- | ----------------- | ----------------- |
| 1    | Josef Berger                | 1856              | 1865              |
| 2    | Abraham Ritter von Prunkul  | 1865              | 1870              |
| 3    | Josef Kreuz                 | 1870              | 1871              |
| 4    | Ferdinand Stark             | 1871              | 1874              |
| 5    | Julius Hubrich              | 1874              | 1883?             |
| 6    | Adolf Koczynski             | 1883              | 1884?             |
| 7    | Michael Ritter von Prunkul  | 1884              | 1886?             |
| 8    | Albert Fuchs von Braunthall | 1886              | 1887?             |
| 9    | Julius Morwitzer            | 1887              | 1891              |
| 10   | Franz Ritter von Des Loges  | 1891              | 1914              |
| 11   | Ion Luția                   | ianuarie 1914     | mai 1914          |
| 12   | Epaminonda Voronca          | iunie 1914        | iulie 1914        |
| 13   | Leo Fuchs                   | august 1914       | noiembrie 1914    |
| (12) | Epaminonda Voronca          | 1914              | 1915              |
| 14   | Visarion Gribowsky          | 1915              | 1916              |
| 15   | Mihai Sârbul                | iunie 1916        | octombrie 1916    |
| (14) | Visarion Gribowsky          | 1916              | 1917              |
| (15) | Mihai Sârbul                | 1917              | 1918              |

## Perioada Regatului României (după Unirea Bucovinei cu România)

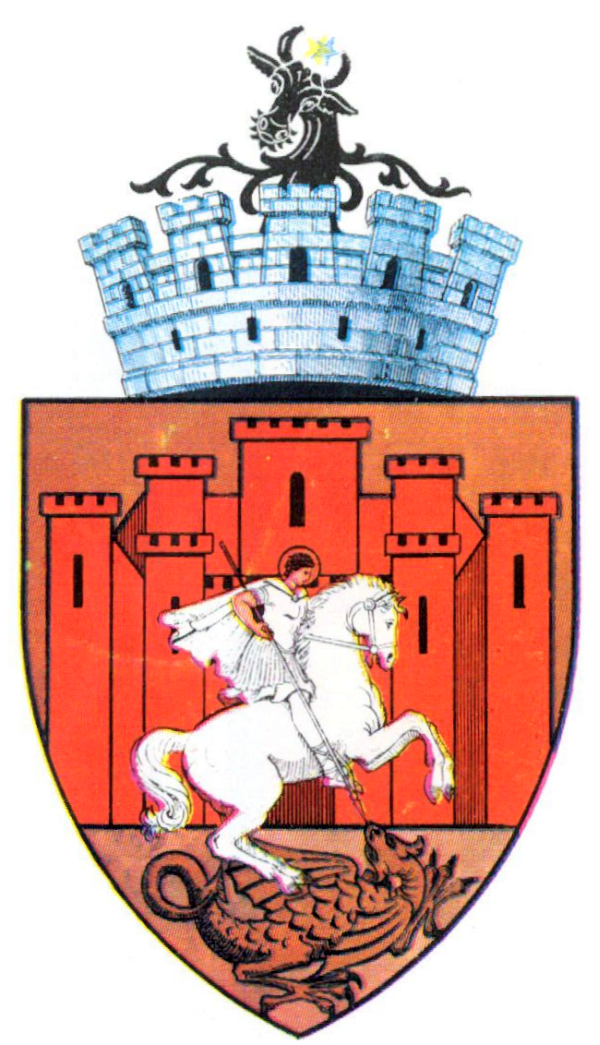
Stema interbelică a orașului Suceava

| Nr.  | Nume                  | Durata mandatului | Durata mandatului |
| ---- | --------------------- | ----------------- | ----------------- |
| 16   | Eusebie Popovici      | 1918              | 1919              |
| (12) | Epaminonda Voronca    | 1919              | 1920              |
| 17   | Iancu Avram           | 1920              | 1921              |
| (15) | Mihai Sârbul          | 1921              | 1922              |
| 18   | Nicolai Donisă        | 1922              | 1926              |
| (16) | Eusebie Popovici      | 1926              | 1927              |
| (18) | Nicolai Donisă        | 1927              | 1929              |
| 19   | Vasile Iencean        | 1929              | 1931              |
| 20   | Eugen Varzariu        | 1931              | 1932              |
| 21   | Pintea Nimigean       | iulie 1932        | octombrie 1932    |
| 22   | Nicolae Caba          | 1932              | 1933              |
| 23   | George Doroftei       | 1933              | 1938              |
| 24   | Mihai Polocușer       | ianuarie 1938     | februarie 1938    |
| 25   | Leonte Moțoc          | 1938              | 1940              |
| 26   | Ioan Jauca            | august 1940       | octombrie 1940    |
| 27   | Traian Maga           | 1940              | 1941              |
| 28   | Vichentie Voloșeanu   | ianuarie 1941     | mai 1941          |
| (26) | Ioan Jauca            | 1941              | 1944              |
| 29   | S.G. Botușan          | aprilie 1944      | octombrie 1944    |
| 30   | A.V.F. Bercovici      | 1944              | 1945              |
| (23) | George Doroftei       | februarie 1945    | noiembrie 1945    |
| 31   | Leon Rothkopf         | 1945              | 1946              |
| 32   | Dimitrie V. Cojocariu | 1946              | 1947              |

## Perioada comunistă

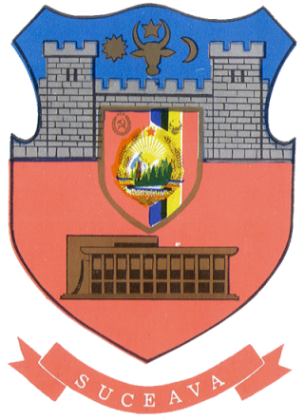
Stema orașului Suceava în comunism, mai precis în perioada Republicii Socialiste România (RSR)

| Nr. | Nume                | Durata mandatului | Durata mandatului | Partid  |
| --- | ------------------- | ----------------- | ----------------- | ------- |
| 33  | Constantin Miclea   | 1947              | 1949              | PMR/PCR |
| 34  | Elisabeta Stranschi | 1949              | 1950              | PMR/PCR |
| 35  | Iosif Koczynski     | 1951              | 1953              | PMR/PCR |
| 36  | Ioan Iancu          | 1954              | 1956              | PMR/PCR |
| 37  | Alexandru Botezatu  | 1957              | 1958              | PMR/PCR |
| 38  | Radu Cernușcă       | 1959              | 1960              | PMR/PCR |
| 39  | Constantin Nicoară  | 1960              | 1964              | PMR/PCR |
| 40  | Mihai Uriciuc       | 1964              | 1966              | PMR/PCR |
| 41  | Radu Alexandru      | 1967              | 1968              | PMR/PCR |
| 42  | Nicolae Moraru      | februarie 1968    | decembrie 1968    | PMR/PCR |
| 43  | Valerian Găină      | 1969              | 1970              | PMR/PCR |
| 44  | Constantin Moroșan  | 1970              | 1972              | PMR/PCR |
| 45  | Ion Siminiceanu     | 1972              | 1980              | PMR/PCR |
| 46  | Tudor Done          | 1980              | 1984              | PMR/PCR |
| 47  | Mihai Găinariu      | 1984              | 1989              | PMR/PCR |

## Perioada de după căderea comunismului (contemporană)

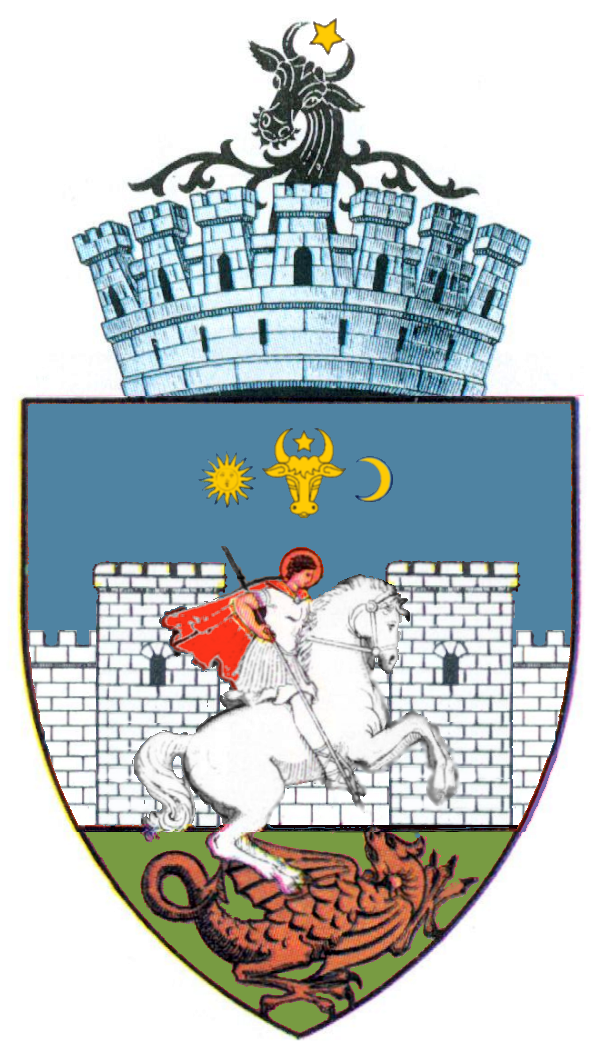
Stema orașului Suceava în perioada contemporană

După 1990, primarii municipiului Suceava au fost următorii:
| Nr. | –>'90 | Nume               | Durata mandatului | Durata mandatului | Alegeri | Partid   |
| --- | ----- | ------------------ | ----------------- | ----------------- | ------- | -------- |
| 48  | 1     | Filaret Poenaru    | 1990              | februarie 1992    | N/A     | FSN      |
| 49  | 2     | Gheorghe Toma      | februarie 1992    | iunie 1996        | 1992    | PER      |
| 50  | 3     | Constantin Sofroni | iunie 1996        | iunie 2000        | 1996    | PDAR/PNL |
| 51  | 4     | Marian Ionescu     | iunie 2000        | iunie 2004        | 2000    | PDSR/PSD |
| 52  | 5     | Ion Lungu          | iunie 2004        | octombrie 2024    | 2004    | PNL      |
| 52  | 5     | Ion Lungu          | iunie 2004        | octombrie 2024    | 2008    | PDL      |
| 52  | 5     | Ion Lungu          | iunie 2004        | octombrie 2024    | 2012    | PDL      |
| 52  | 5     | Ion Lungu          | iunie 2004        | octombrie 2024    | 2016    | PNL      |
| 52  | 5     | Ion Lungu          | iunie 2004        | octombrie 2024    | 2020    | PNL      |
| 53  | 6     | Vasile Rîmbu       | octombrie 2024    | prezent           | 2024    | PSD      |